# 심리적 마음상태
심리적 마음상태(Psychological mindedness) 혹은 심리적 마음가짐, 심리적 마음자세는 자기평가(self-examination), 자기반성(self-reflection), 내성(introspection), 개인적 통찰(personal insight) 능력을 말한다. 그것은 표면적인 말과 행동의 기저를 이루는 의미 인식 능력, 감정적 뉘앙스와 복잡성의 평가 능력, 과거와 현재의 연계 인지 능력, 자신과 타인의 동기와 의도에 대한 통찰을 포함한다. 심리적 마음상태를 갖춘 이들은 정신 생활(mental life)에 대한 평균 이상의 통찰 능력을 가지고 있다.
심리적 마음상태의 개념적 정의는 다양하지만 연관된 묘사들을 포함한다. 일부 정의는 오로지 자아(the self)에만 관련시켜, '경험과 행동의 의미와 원인을 학습하는 목적을 가지고 사고, 감정, 행동의 관계를 보는 능력'을 말한다. 콘테(Conte)는 1996년 연구에서 이 개념을 자기집중(self-focus) 이상의 의미로 확장시켜, '자기이해(self-understanding)와 타인의 동기 및 행동에 대한 관심 모두'에 관한 것이라고 정의하였다. 홀(Hall)의 1992년 연구의 정의는 심리적 마음상태의 다차원적인 특징을 소개하였다. 홀은 '심리적 과정, 관계, 의미에 관한 반성(reflectivity)으로서, 정동적 지능적 차원을 포괄하여 이러한 반성에 대한 관심이자 그것을 수행하는 능력'이라고 정의하였다.

## PDM 설명
정신역학적 진단 편람(Psychodynamic Diagnostic Manual, PDM)은 심리적 마음상태를 개인의 내면 생활(internal life)을 관찰하고 이를 실제에 반영하는 능력이라고 정의하였다. 정신역학적 진단 편람은 고도에서 저도로 내려가는 심리적 마음상태를 네 가지 척도로 세분하였다. 이를 'healthy-to-impaired functioning'이라고도 한다.
1. (감정의 미묘한 것들을 포함하여) 자신과 타인의 감정이나 경험을 전체적으로 반영(즉 동시에 관찰하고 경험하는 것)할 수 있다. 현재와 장기적 관점에서의 자아관(view of self), 가치, 목적을 반영할 수 있다. 새로운 도전이라는 맥락에서 연령대에 따라 기대되는 경험들 전체에 걸쳐, 감정과 경험의 복합적인 관계를 반영할 수 있다.
2. 현재와 장기적인 시각에서의 자아감, 가치, 일부 연령에 따라 기대되는 경험들 중 일부에 대한 목적에 관하여 자기와 타자의 감정이나 경험을 반영할 수 있다.
3. 순간적인 경험을 반영할 수 있지만, 장기적인 관점에서의 자아관과 경험, 가치, 목적에 관한 것은 아니다.
4. 감정이나 경험에 대하여 진지하게 반영할 수 없다. 심지어 현재 상태도 반영할 수 없다. 자기인지(self-awareness)는 종종 극단적인 감정 상태나 감정의 미묘한 상태에 대한 평가 없이 단순한 기본 감정으로 구성된다. 자기인지는 결여되어 있으며, 단편화(fragmentation) 경향을 보인다.[4]

## 성격과 관련되는 것
심리적 마음상태는 심리적 강도와 관련되어 있으며 심리적 약점과는 부적으로 연관되어 있다. 한 연구는 심리적 마음상태와 5가지 성격 특성 요소(Big Five personality traits) 중 외향성(extraversion)과 경험에 대한 개방성(openness to experience)과의 연관이 있으며, 신경성(Neuroticism)과는 부적으로 연관되어 있다는 것을 발견했다. 다른 연구들에서는 모호함에 대한 인내(tolerance of ambiguity), 마음챙김(mindfulness), 공감(empathy), 긍정적인 대학에의 적응과도 연관시켰다.  심리적 마음상태는 또한 인격 요소로서의 신경증(neuroticism) 같이 문제 야기성 심리적 구성물, 인지적 구성물로서의 주술적 사고(magical thinking)와 외부적 통제위치(external locus of control), 초기 부적응적 도상(schema) 등과는 부적으로 연관되어 왔다. 또한 심리적 마음상태는 감정표현불능증(alexithymia)과도 연관되어 왔는데, 이는 일부 임상 환자들이 심리적 마음상태의 결핍으로 상담에 응하지 않는다는 것을 의미한다.

## 집단, 환경, 사회에서
영국에서는 심리적 마음상태의 개념을 개인의 차원을 넘어 확장하기 위하여 많은 연구가 이뤄져 왔다. 연구를 통해 가족, 학교, 병원, 사업, 공동체, 그리고 사회 등 전반적인 분야에서의 건강과 성공은 대부분 그 제도나 관습이 생성한 시스템이나 환경의 심리적 마음상태에 달려 있다는 것이 밝혀졌다. 이는 각 개인들의 총합 이상이다. 예를 들어, 정신병동의 간호사 1명이 심리적 마음상태를 갖추고 있어 병동 환자와 연결되도록 마음을 먹는다면, 이들 환자들도 심리적 마음상태를 갖추게 될 것이다. 그러나 간호사에게 이러한 식으로 활동하기 위한 시간, 여유, 구조, 지원을 제공하지 않는 '심리적으로 눈이 먼(psychologically blind)' 혹은 '감정표현불능 상태의(alexithymic)' 케어 시스템이 존재할 경우, 두 사람이 만나 심리적 마음상태를 갖추게 될 가능성은 떨어진다. 혼란스러운 정신병동 간호사들이 자신들에게 부여된 의무에 압도되어 오로지 인격적인 면에서 생존하고자 감정을 닫아버릴 수 밖에 없다는 사실은 잘 알려져 있다. 일단 이러한 일이 발생하면, 환자의 경험은 확실이 '자신의 말이 경청되지 못한' 사람이 되어버릴 것이다. 현실에서 경험한 이러한 감정적 무시는 감정 전이(transference) 요소와 결부되어 정신병동에서 많은 사건들을 일으킨다. 거절을 당한 환자들은 상대가 자신의 말을 들어주게끔 하고자, 그리고 이전 간호사의 실패를 반복하기만 하는 이들에 대한 '반격'으로, 자신의 행동을 과장하는 경향이 있다.
또한 심리적 마음상태는 여러 측면에서 사회복지(social work)와도 관련있다. 사고와 감정을 이해하는데 도움을 주고자 사회복지사는 동기 강화 상담(Motivational Interviewing)과 같은 개입을 시행한다. 이에 더하여 사회복지사는 각자 자신의 삶, 격려를 북돋는 경청, 심리적 마음상태에 있어서는 전문가라는 것을 인식하고 있다. 사회복지사들은 자신과 관련된 심리적 마음상태를 갖추고 있고, 자신의 사고와 감정을 이해할 수 있으며, 그들의 개인적 가치가 자신의 직업 활동에 영향을 주지 않도록 확실히 한다.
마틴 시거(Martin Seager)는 2006년 연구에서 '심리적 안전(psychological safety)'이라는 개념을 만들어 의료복지 제도에 있어서 이러한 문제를 설명하였다. 이 연구를 통해, 마틴 시거는 당시 영국 보건복지부 장관 파트리샤 휴잇(Patricia Hewitt)에게 초대를 받아, 정신건강 복지를 강화하기 위하여 2007년 전반적인 심리 원칙과 기준에 관한 '국가 고문 그룹(national advisory group)'을 창설하였다. 시거는 심리학적 접근 전반에 있어 각자 다양한 분야의 사상가들을 소집하여 도입 문서를 작성하였다. 그룹 회원들은 수지 오바크(Susie Orbach), 앤드류 사뮤엘스(Andrew Samuels), 루시 존스톤(Lucy Johnstone), 발레리 시네이슨(Valerie Sinason)이 있다. 이들이 내세운 핵심 권고 사항은 인간의 조건에 서 모든 심리학적 이론과 영적 요소들을 고려하였다. '심리적 마음상태'는 모든 것을 함께 아우를 수 있는 개념이자 문구이다. 이 연구는 영국에서 '심리 치료 방식 향상(Improving Access to Psychological Therapies, IAPT)' 의안에 뒤이어, 2008년 진일보한 '국가 연구 그룹(national working group)'의 형성으로 이어졌다. 이 새로운 연구 그룹은 심리적 마음상태를 증강하게 될 영국 정신건강 정책의 '10개의 눈부신 변화(10 high impact changes)'에 대하여 주시하고 있다. 그룹은 사전적인 공공 건강 심리 정책을 자극하는 것을 목표로 하고 있다. 이 정책은 정신 건강 문제와 관련된 환경적 원인을 다루고, 실제 효과 있는 심리 치료에만 주목하는 것에 방점이 놓여 있는 상황에서 탈피할 것이다. 여성이 남성보다 심리적 마음상태를 더 잘 갖췄다는 사실이 발견되었다.

## 같이 보기
- 감정지능(Emotional intelligence)
- 감정표현불능증(Alexithymia)
- 마음챙김(Mindfulness)
- 메타인지(Metacognition)
- 반성(Human self-reflection)
- 불감증(Disaffectation)
- 정신화(Mentalization)